# Németh Péter (újságíró, 1879)
Dömötöri Németh Péter, Németh Péter Kálmán György (Siklós, 1879. június 5. – 1910 után?) hírlapíró.

## Élete
Németh György járási szolgabíró és túrmezei Egerszeghy Ilka (Egerszegi Ilona) fia. Középiskolai tanulmányait a siklósi polgári iskolában kezdte meg, majd a szatmári jezsuita konviktusba került, ahol nagybátyja, Meszlényi Gyula püspök tanította. Innét a pécsi gimnáziumba ment, majd a pécsi kereskedelmi iskolát is elvégezte. 1900. december 17-én Pécsett házasságot kötött Virgay Borbála Róza színésznővel, Virgay János és Darvay Julianna leányával. Később Kanadába költöztek, ahol a Canadian Hungarian Farmer c. lapot szerkesztette. Felesége 1910. augusztus 22-én Elmwoodban (Winnipeg, Kanada) elhunyt.
Hírlapirói munkálkodását a Pécsi Naplóban, mint belső munkatárs, kezdte meg szépirodalmi dolgozataival; tárcákat írt a Pécsi Figyelőbe (belmunkatárs), a Pécsi Közlönybe, majd, midőn Aradra került, 1901-ben az Arad és Vidékébe (munkatárs) s az Aradi Közlönybe írt. Külföldi tanulmányútján bejárta Németországot, Berlinben megismerkedett a magyar művészekkel és az ott tartózkodó magyarokkal. Aradról az adriai tengermellékre ment és ott Noviban történelmi kutatásokat eszközölt és Corvin-emlékekre akadt. A Magyarország 1902. húsvéti számában cikket írt a tengerparti Corvin-emlékekről és Wlassics miniszter ekkor a Rökk Szilárd-alapból ösztöndíjjal tüntette ki.

## Munkái
- Magyar világ Berlinben. Pécs, 1899. (A berlini magyar egyesület ötvenéves története, A Klapka-legio szervezése, Külföldre szakadt magyar művészek életrajza, Tárczák).
- Határon innen, határon túl. Arad, 1901. (Beszélyek, Utirajzok, Karczolatok és Tanulmányok).
- A magyar-horvát tengeren. Budapest, 1902. (Díszmű, gazdagon illustrálva, műmellékletekkel. Ugyan-e tárgyról a szerző a budapesti Urania-szinháznak darabot írt, melyet előadtak).
- Mátyás király emléke a magyar-horvát tengerparton. (Sajtó alatt).
- Brazilia belsejében. (Gerényi Sándor kalandjai. Sajtó alatt).

Szerkesztette az Alföldet és az Uj-Arad és Vidékét 1901-ben és a Salgótarjáni Lapokat 1902. július 20-tól.
Az Urania szinház részére írta: A Spreementi Athen, Berlin.